# Ziane Achour
Ziane Achour ou Achour Ziane Ben Mabrouk, né en 1919 à Ouled Djellal et mort au combat le 7 novembre 1956 dans le djebel Thameur à proximité de Bou Saâda, est un militant nationaliste algérien de l'ALN.
Il est à l'origine de l'élargissement de la portée de la lutte armée contre les autorités coloniales françaises dans les territoires du Sud ce qui lui vaudra d'être surnommé le "Lion du Sahara"

## Biographie
Achour Ziane est né en 1919 dans la commune d'Ouled Djellal au sein d'une famille appartenant à la confédération tribale des Ouled Nail.
Durant sa jeunesse il fréquente l'école traditionnelle (zaouia) où il reçoit un enseignement coranique, avant d’être soumis au service militaire obligatoire dans l'armée française de 1939 à 1944.
En 1945, il rejoint le Parti du peuple algérien (PPA), puis le Mouvement pour le triomphe des libertés démocratiques (MTLD), où il se charge de la propagande et de l'information dans la région d'Ouled Djellal. Il fut arrêté à plusieurs reprises et emprisonné en 1948 pour ses activités politiques.
C’est lors de la réunion des cadres de la révolution tenue au mont Lezreg, que Ziane Achour fut affecté au commandement de la région du Sahara. Un fait ayant incité Mustapha Ben Boulaid à lancer son fameux éloge de Cheikh Ziane  "Voici venu l'homme sur qui nous pouvons compter dans la région du Sahara". Il joue un rôle considérable dans la structuration de la résistance armée au Sahara contre les autorités coloniales françaises en réussissant à former une armée composée des moudjahidines de diverses régions tout en assurant l’armement et l’approvisionnement.
Ziane Achour a mené de nombreuses batailles, dont celles de Djebel Menaâ en 1956 et Djebel Gaigaâ en 1956. Il a également été à la tête de l'attaque contre le centre ennemi d'Ain Errich en 1956, ainsi que du centre Amoura.
Il est tombé au champ d’honneur le 7 novembre 1956 lors de la bataille d’Oued Khelfoune après trois jours de combat acharnée face à l'armée française.

## Hommages
L'Université de Djelfa a été baptisé en son honneur
A l'occasion du 70ème anniversaire du déclenchement de la Révolution algérienne, une conférence s'est tenue à Djelfa pour lui rendre hommage 